# Airbus Tiger
Az Tiger az AIRBUS Helicopters (korábban Eurocopter) által kifejlesztett harci helikopter. A típust 2003-ban állították szolgálatba. A helikopter gyári megjelölése EC 665. Míg Németországban a Tiger megnevezést használják a típusra, addig Franciaországban és Spanyolországban Tigre-t.

## Története
1984-ben a francia és a német kormány egyezményt kötött egy olyan programról, mely során egy új harci helikoptert alakítanak ki. A feladatra az Aérospatiale és az MBB által létrehozott vállalatot tartották a legalkalmasabbnak. Azonban 1986-ban a programot a túl magas költségek miatt leállították. 1987-ben viszont újraélesztették a programot, és 1989-ben szerződést kötöttek 5 prototípus megrendeléséről. Az első prototípus 1991 áprilisában repült. 1992-ben az Aérospatiale és az MBB több más céggel együtt Eurocopter Group néven egyesült, amely később, 2014-től AIRBUS Helicopters névre váltott. A Tigerek első sorozatban gyártott példányai 2003-ban hagyták el a gyárat. 2001 decemberében az ausztrálok 22 gépet, majd 2003 szeptemberében a spanyolok 24 példányt rendeltek a típusból. Számos üzemeltetési probléma miatt 2021-ben az ausztrálok a Tiger helicopterek cseréje mellett döntöttek, így azok viszonylag rövid karriert futottak be a déli kontinensen.
Kezdetben a britek és a hollandok, később pedig India és Szaúd-Arábia érdeklődött a Tiger iránt, azonban végül nem rendeltek a típusból.

## Jellemzői
A Tiger széleskörűen alkalmazható harci helikopter. Feladatai közé tartozik a fegyveres felderítés, a harckocsik elleni harc, a közeli tűztámogatás, kísérő és védelmi feladatok. A típus minden időben, éjjel-nappal, nukleárisan, vegyileg vagy biológiailag szennyezett terepen is bevethető. Az Eurocopter Tiger hajófedélzetről is üzemeltethető. A Tiger fő tulajdonságai között kiemelendő a mozgékonyság és a jó manőverezőképesség, amely a 13 méteres négylapátos főrotornak köszönhető; a típussal lehet bukfencezni és negatív G terheléssel járó manővereket leírni. A meghajtásról két MTU Turbomeca Rolls-Royce MTR390 gázturbinás hajtómű gondoskodik.
A Tiger pilótafülkéje kétüléses, elől foglal helyet a pilóta, hátul a lövész. Azonban a legénység mindkét tagja kezelheti a fegyverrendszert, illetve a főbb repülési kormányszerveket, ha a szükség így kívánja.
A helikopter különleges jellemzője, hogy nagyon alacsony a radarkeresztmetszete, valamint vizuálisan, akusztikusan és infravörös berendezésekkel is nehezen észlelhető. Emellett a gép páncélozott, a kompozitanyagokból készült törzs ellenáll a 23 mm-s kaliberű lövedékek becsapódásának is. A Tigereket felszerelték infracsapdákkal, radarzavaró és rakétaindítás-érzékelő berendezésekkel.
A típuson a fegyverek széles köre alkalmazható. A beépített 30 mm-es gépágyú mellett megtalálhatók a géppuskakonténerek, nem irányított rakéták, páncéltörő és légiharc-rakéták.

## Típusváltozatok

### UH Tiger
Az UH Tiger (Unterstützungshubschrauber Tiger, magyarul: támogató helikopter) többfeladatú tűztámogató helikopter mely kifejezetten a Bundeswehrnek készült. A típus képes PARS 3 LR, HOT irányított, és Hydra 70 nem irányított rakéták indítására földi célok, illetve Stingerek indítására légi célok ellen. Azonban míg a HAP verzión megtalálható a beépített 30 mm-es gépágyú, addig ez a német gépeken nincs meg, viszont lehetőség van géppuskakonténer (12,7 mm) felszerelésére. A német kormány eredetileg 80 példányt szeretett volna rendszeresíteni, azonban később ezt 57 db-ra csökkentette.

### Tiger HAP
A Tiger HAP/HCP (Hélicoptère d'Appui Protection, magyarul: támogató és kísérő helikopter/Hélicoptère de Combat Polyvalent, magyarul: többcélú harci helikopter), melynek feladata a légi támogatás, illetve képes levegő-levegő rakéták (Mistral) indítására. a Mistral mellett a gép 30 mm-es gépágyúval rendelkezik, és képes SNEB rakéták és 20 mm-es gépágyúk hordozására. Ebből a verzióból 40 db-ot állítottak szolgálatba Franciaországban.

### Tiger HAD
A Tiger HAD (a rövidítés jelentése franciául Hélicoptère d'Appui Destruction, spanyolul Helicoptero de Apoyo y Destrucción, magyarul: támogató és romboló helikopter) a francia és a spanyol haderő által rendszeresített típus, mely gyakorlatilag megegyezik a HAP verzióval, a legfőbb különbség a fejlesztett MTR390 hajtómű, mely 14%-kal nagyobb teljesítményre képes, illetve a megnövelt védelem, mely a spanyolok külön kérésére került fel a gépekre. A típus alkalmas Hellfire és SPIKE rakéták indítására. A spanyolok 24 db, a franciák 40 db Tiger HAD-t állítottak szolgálatba. Franciaország a későbbiekben szeretné a HAP verziót HAD-vá korszerűsíteni.

### Tiger ARH

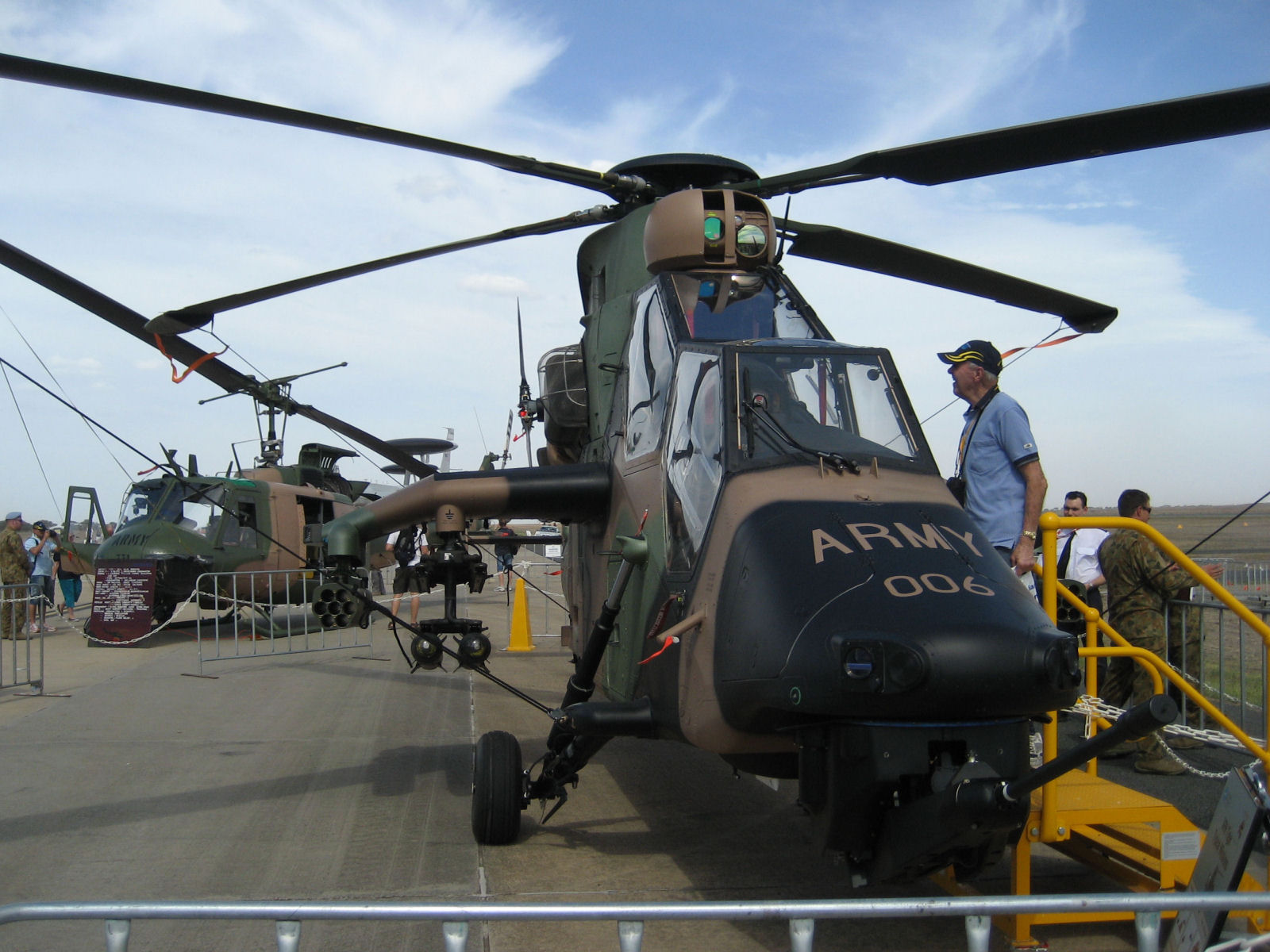
Ausztrál Tiger ARH

A Tiger ARH (Armed Reconnaissance Helicopter, magyarul: fegyveres felderítő helikopter) az Ausztrál Hadsereg által rendszeresített változat, mellyel az OH-58 Kiowát és az UH–1 Iroquoist váltották le. A Tiger ARH a Tiger HAP módosított verziója, felszerelve a korszerűsített MTR390 hajtóművel, valamint lézeres célmegjelölővel, amely lehetővé teszi a Hellfire rakétával való tüzelést. A gép fegyverzetét emellett 70 mm-es rakéták és a 30 mm-es gépágyú képezi. Az ausztrálok 2001 decemberében 22 db helikoptert rendeltek, melyek leszállítása 2004 decembere és 2010 júniusa között teljesült.
Az ausztrál Tiger helikopterek üzemeltetésével számos probléma adódott, így 2021-ben döntés született a cseréjükről: az amerikai Apache váltja őket.

## Tiger Mk.III
Több, mint 30 év telt el a Tiger első repülése óta, így időszerűvé vált a típus jelentős korszerűsítése. Az ezt a célzó programot 2021-ben indították el és első körben a francia és spanyol helikoptereket modernizálják. A program keretében a helikopter teljes felderítő, kommunikációs és fegyverrendszere megújul. Az első prototípus 2025-re várható, ennek alapos tesztelését követően építik át a többi helikopter 2029-től kezdődően.
A Tiger Mk.III standard konfiguráció magában foglalja a Safran Strix NG elektro-optikai felderítő és célzó rendszert, a Thales FlytX repüléselektronikai csomagot, a Topowl DD sisakcélzót, a legújabb Indra IFF rendszert, a Thales GNSS és a Safran inerciális navigációs rendszerének integrálását. A kommunikációs csomagot a Thales Contact/Synaps rádiójával és az emberes/pilóta nélküli csapatmunkára szánt adatkapcsolatokkal frissítik. Ezenkívül Spanyolország esetében a Link16 és a SATCOM funkciók is szerepelnek a módosítások listáján. Az új francia fegyvercsomag az MBDA Akeron páncéltörő rakétáját és a Mistral 3 levegő-levegő rakétát fogja tartalmazni. Spanyolország számára az új képességek közé tartoznak a 70 mm-es irányított rakéták és egy új levegő-föld rakéta is.
A továbbfejlesztési program iránt Németország is érdeklődött, de végül nem vesz benne részt: inkább AH-64 Apache helikopterek vásárlásában gondolkodnak. Legfrissebb értesülések szerint a francia kormány is gondolkodik a Mk. III-as modernizáció elengedésén, ami projekt végét jelentheti.

## Megrendelő és üzemeltető országok
- Ausztrália
- Franciaország
- Németország
- Spanyolország

## Harci alkalmazása

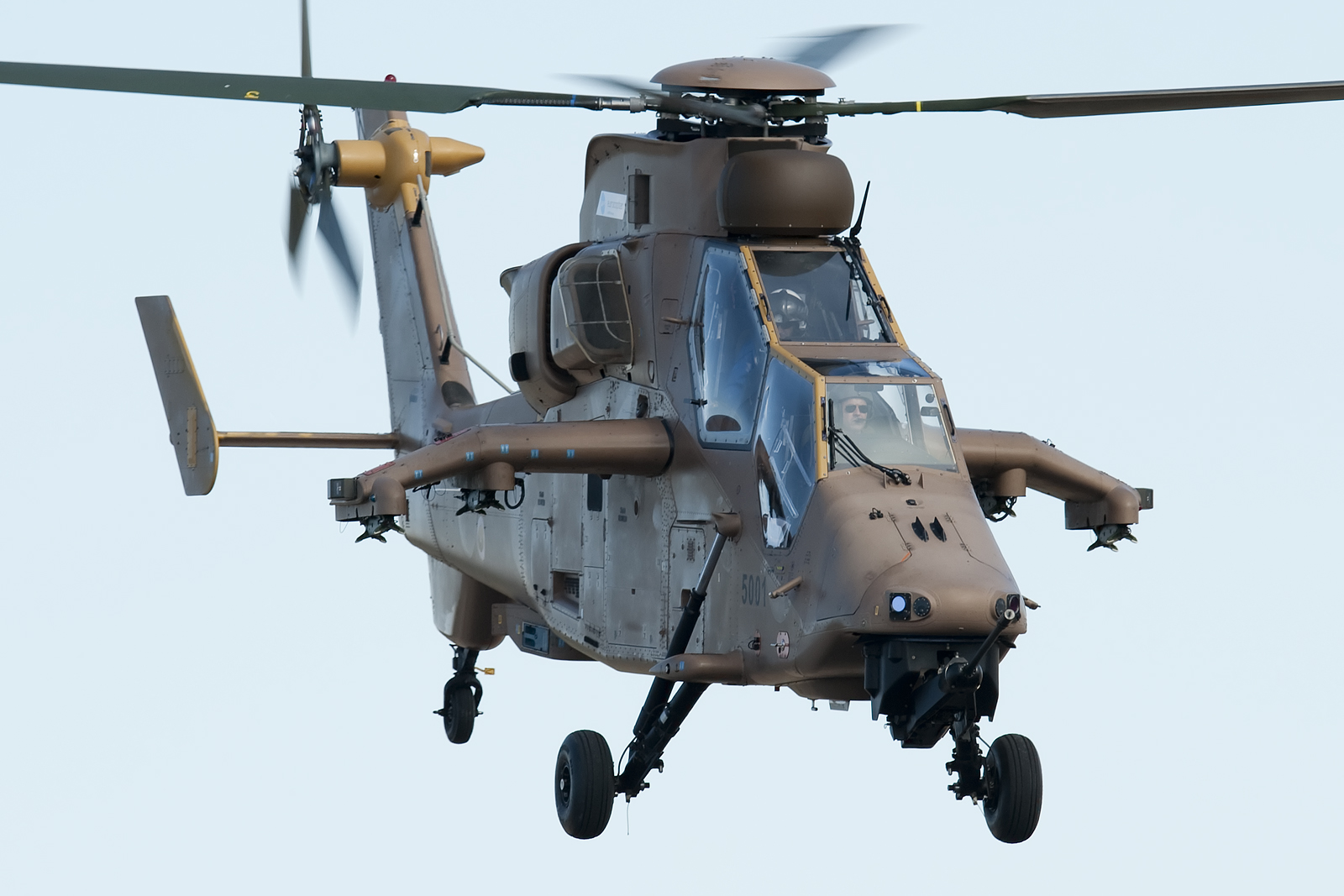
Tiger a levegőben, 2012

A Tigerek első éles bevetésére Afganisztánban került sor, miután 2009 júliusában a francia haderő gépei Kabulba érkeztek. A típus feladata a fegyveres felderítés és a koalíciós erők tűztámogatása volt a tálib felkelőkkel szemben. 2010 júliusára a Tigerek 1000 repült órát teljesítettek. 2011. február 4-én egy éjszakai bevetés során Kabultól mintegy 40 km-re keletre az egyik gép lezuhant, a kétfős legénység könnyebb sérüléseket szenvedett.
A 2011-es líbiai intervenció során a francia hadvezetés a térségbe vezényelte a Tonnerre helikopterhordozó dokkhajót, a fedélzetén Tiger harci helikopterekkel. A gépek líbiai célpontokat támadtak. 2011. június 4-től kezdve a francia helikopterek a brit Apache gépek mellett végeztek bevetéseket.
2012 decemberében négy darab német Eurocopter Tiger UHT-t telepítettek Afganisztánba, a mazári Sharífban lévő bázisra, hogy a térségben harcoló szövetséges erők közvetlen légi támogatását biztosítsák. A gépek a légi támogatás mellett főként felderítő és konvojkísérő feladatokat láttak el. Az afganisztáni bevetéseken részt vett gépek megérkezésük előtt átmentek az ASGARD-programon, felkészítették a terep adottságainak megfelelően, így új védelmi rendszert kapott a típus, a hajtóműveket homokszűrővel szerelték fel, és fejlesztették a kommunikációs rendszert is. 2013 márciusában a spanyol hadsereg is az országba telepített három Tiger HAP-ot. 2013. január 30-tól 2014. június 30-ig a német Tigerek több mint 260 küldetés során 1860 repült órát teljesítettek, támogatást nyújtva a NATO szárazföldi csapatainak, az afgán biztonsági erőknek és az áradások utáni humanitárius akciók során. A német Tigerek egyike sem használta a fegyvereit a bevetések során.
2013 januárjában a típus néhány példánya részt vett az Észak-Maliban zajló francia katonai beavatkozásban is.